# جانيس غينز
جانيس غينز (بالإنجليزية: Janice Gaines)‏ هي مغنية أمريكية، ولدت في 22 مايو 1981 في سانت لويس في الولايات المتحدة.